# Bitch
英語bitch的原意本指雌性犬科動物（比如：母狗），現在也可以用作是貶低或厭惡部分女人或婊子，意思則辱罵年老而弱勢的女性風騷下賤，也有批評之意；也可用於男性。這個字出自1150年代的bicche，由古英語詞bicce發展而來，並可能演變自古冰島語的bikkja，《牛津英語詞典》指出該字在西元1000年左右意思是「母狗」，用在生物上則是單純的名詞而無批評之用途，但罕見於文獻中。
和中文的婊子用法類似。美國動畫劇集其中一集辱罵的媽媽為bitch，以歌唱方式說出「Kyle's Mom's a Bitch」（中文播出時翻譯為「凱子他媽是婊子」）等內容。

## 現代用法
在現代，這個字普遍被認為是冒犯語言，並且不被容許在正式場合出現。依照語言學家黛柏拉·泰南（Deborah Tannen）的說法，

「bitch是從C開頭及由四個英文字組成的字之外，你可以用來說辱罵一個女人的最卑劣語言。 」

"Bitch is the most contemptible thing you can say about a woman. Save perhaps the four-letter C word."
（cunt，意為淫婦）

這個字是黃金時段電視普遍封殺的對象，經常被表達成「婊子」（the b-word）。2008年美國總統大選期間，共和黨候選人約翰·麥肯的支持者用問句「我們如何擊敗bitch」（How do we beat the bitch?）來暗指其民主黨對手希拉蕊·柯林頓。這起事件被報導時呈現以下格式：

On CNN's "The Situation Room," Washington Post media critic and CNN "Reliable Sources" host Howard Kurtz observed that "Senator McCain did not embrace the 'b' word that this woman in the audience used." ABC reporter Kate Snow adopted the same locution. On CNN's "Out in the Open," Rick Sanchez characterized the word without using it by saying, "Last night, we showed you a clip of one of his supporters calling Hillary Clinton the b-word that rhymes with witch." A local Fox 25 news reporter made the same move when he rhymed the unspoken word with rich.

CNN電視新聞主播瑞克·山奇斯（Rick Sanchez）接著評論：「...一個可怕的詞，它一點益處都沒有，只是貶低了婦女...很明顯地，用在這裡的這個詞是很冒犯的。」

### rap
這個字有時在rapper之間很隨性被使用，通常用來描述年輕女性，範圍涵蓋個性至外貌，意思偏向為賤女人、爛女人。皇后·拉蒂法在她的格葛萊美獲獎歌曲「U.N.I.T.Y.」中不斷地使用短句「你叫誰bitch？」（Who you calling a bitch）。
biatch和beyotch是用來代替表達bitch意思的俚語。這個詞已經成為主流媒體廣泛使用的詞語，以避免檢查。這是饒舌歌手德瑞博士在其單曲「Let Me Ride」（讓我騎）的一個特色，該歌曲收錄在專輯「The Chronic」裡。在專輯中，說唱歌手史努比狗狗在喊麥克瑞（MC Ren，本名Lorenzo Jerald Patterson，羅倫佐·派特森）和提姆狗（Tim Dog）時使用biatch這個字，這就是為什麼許多人認為這個詞和bootylicious都是由史努比狗狗本人創造，「bootylicious」這個詞出自單曲「Dre Day」，收錄在專輯「The Chronic」之中。史努比狗狗也在他的演唱巡迴中說了在單曲「Gin and Juice」（琴酒和果汁）最後出現的字bitch也可以是指淫蕩的母狗或是常常與男人上床的女人。

## 諺語
英語有句格言「It is an ill-bred dog that will beat a bitch.」中文翻譯有「會欺負妻子的丈夫，不是好漢。」「打老婆是無教養的。」「欺負女性，男人沒種。」等。